# Valentin Zykov
Valentin Valentinovitj Zykov, ryska: Валентин Валентинович Зыков, född 15 maj 1995 i Sankt Petersburg, är en rysk professionell ishockeyforward som spelar för Vegas Golden Knights i NHL.
Han har tidigare spelat på NHL-nivå för Edmonton Oilers och Carolina Hurricanes och på lägre nivåer för Charlotte Checkers och Ontario Reign i AHL samt Drakkar de Baie-Comeau och Olympiques de Gatineau i LHJMQ.

## Spelarkarriär

### NHL

#### Los Angeles Kings
Zykov draftades i andra rundan i 2013 års draft av Los Angeles Kings som 37:e spelare totalt.

#### Carolina Hurricanes
Han spelade aldrig för Kings utan tradades till Carolina Hurricanes den 29 februari 2016, i utbyte mot Kris Versteeg.
Zykov spelade delar av tre säsonger för Hurricanes mellan 2016 och 2018.

#### Edmonton Oilers
Han blev plockad på waivers av Edmonton Oilers den 30 november 2018.

#### Vegas Golden Knights
Efter fem matcher med Oilers blev han, drygt en månad senare den 29 december 2018, plockad på waivers igen, denna gång av Vegas Golden Knights.

## Statistik
| 2010–2011    | HK CSKA Moskva U16     |              | 29  | 32 | 28  | 60  | 24  | —  | —  | —  | —  | —  |
| 2011–2012    | Krasnaja Armija        | MHL          | 52  | 5  | 6   | 11  | 105 | 18 | 0  | 2  | 2  | 4  |
| 2012–2013    | Drakkar de Baie-Comeau | LHJMQ        | 67  | 40 | 35  | 75  | 60  | 19 | 10 | 9  | 19 | 18 |
| 2013–2014    | Drakkar de Baie-Comeau | LHJMQ        | 53  | 23 | 40  | 63  | 70  | 22 | 7  | 15 | 22 | 14 |
| 2014–2015    | Drakkar de Baie-Comeau | LHJMQ        | 16  | 6  | 12  | 18  | 22  | —  | —  | —  | —  | —  |
|              | Olympiques de Gatineau | LHJMQ        | 26  | 15 | 13  | 28  | 38  | 11 | 3  | 4  | 7  | 20 |
| 2015–2016    | Ontario Reign          | AHL          | 43  | 7  | 7   | 14  | 20  | —  | —  | —  | —  | —  |
|              | Charlotte Checkers     | AHL          | 2   | 0  | 0   | 0   | 0   | —  | —  | —  | —  | —  |
| 2016–2017    | Carolina Hurricanes    | NHL          | 2   | 1  | 0   | 1   | 0   | —  | —  | —  | —  | —  |
|              | Charlotte Checkers     | AHL          | 66  | 16 | 18  | 34  | 57  | 5  | 0  | 2  | 2  | 2  |
| 2017–2018    | Carolina Hurricanes    | NHL          | 10  | 3  | 4   | 7   | 2   | —  | —  | —  | —  | —  |
|              | Charlotte Checkers     | AHL          | 63  | 33 | 21  | 54  | 45  | 8  | 4  | 2  | 6  | 8  |
| 2018–2019    | Carolina Hurricanes    | NHL          | 13  | 0  | 3   | 3   | 0   | —  | —  | —  | —  | —  |
|              | Charlotte Checkers     | AHL          | 6   | 2  | 0   | 2   | 16  | —  | —  | —  | —  | —  |
|              | Edmonton Oilers        | NHL          | 5   | 0  | 0   | 0   | 2   | —  | —  | —  | —  | —  |
|              | Vegas Golden Knights   | NHL          | —   | —  | —   | —   | —   | —  | —  | —  | —  | —  |
| NHL totalt   | NHL totalt             | NHL totalt   | 30  | 4  | 7   | 11  | 4   | —  | —  | —  | —  | —  |
| AHL totalt   | AHL totalt             | AHL totalt   | 180 | 58 | 46  | 104 | 138 | 13 | 4  | 4  | 8  | 10 |
| LHJMQ totalt | LHJMQ totalt           | LHJMQ totalt | 162 | 84 | 100 | 184 | 190 | 52 | 20 | 28 | 48 | 52 |